# Departamento de Defesa Nacional (Canadá)

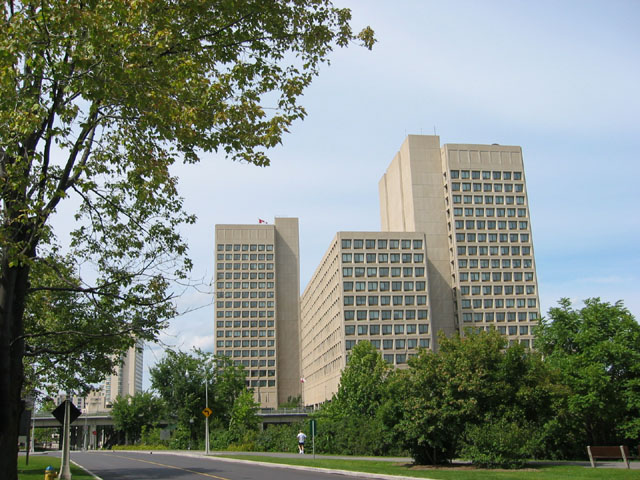
O prédio do DDN.

O Departamento de Defesa Nacional (em inglês: Department of National Defence; em francês: Ministère de la Défense nationale) é o departamento dentro do governo do Canadá com a responsabilidade por todas as questões relativas à defesa do Canadá.